# Partito Moderato (Italia)
Il Partito Moderato, chiamato collettivamente Moderati, fu un raggruppamento politico pre-unitario italiano, attivo durante il Risorgimento (1848-1861). I moderati non furono mai un partito formale, ma solo un movimento di patrioti riformisti di mentalità liberale, di solito laica.

## Storia
Sin dal Congresso di Vienna del 1815, tra gli intellettuali e la neonata classe borghese italiana si diffuse un sentimento romantico, ispirato al giacobinismo e al bonapartismo, contrario al sistema congressuale e alla restaurazione delle monarchie assolute europee. All'interno di questo movimento liberale si sviluppò con forza l'dea di unificare gli stati italiani e rendere la penisola indipendente dal dominio straniero. All'interno del movimento liberale si distinsero sin dal principio due principali correnti: una moderata e una radicale; mentre i radicali invocavano la rivoluzione per stabilire una repubblica democratica, i moderati aspiravano al raggiungimento dell'unità nazionale attraverso metodi legalitari. Si andò così a costituire in Italia un "partito" moderato, ovvero l'insieme di tutte quelle personalità favorevoli all'unificazione nazionale, ma contrari ai metodi rivoluzionari, specialmente dopo il fallimento dei moti del 1820-1821 e del 1830-1831 organizzati dalla Carboneria.
Dopo il fallimento delle Rivoluzioni italiane del 1848, tentate da mazziniani e repubblicani, le idee repubblicane diminuirono nell'agenda dei Moderati. Durante questo periodo, diversi politici di altri stati italiani sono membri del gruppo: nel Regno di Sardegna, i leader erano Massimo d'Azeglio e Camillo Benso, conte di Cavour, in rappresentanza della destra parlamentare, e Urbano Rattazzi, in rappresentanza della sinistra; nello Stato Pontificio il movimento di riforma fu guidato da Terenzio della Rovere e Pellegrino Rossi, l'ultimo assassinato da un complotto repubblicano nel 1848; nel Regno delle Due Sicilie eminenti moderati erano i fratelli Bertrando e Silvio Spaventa. Quando il Regno d'Italia fu fondato nel 1861, i moderati si fusero nella destra e nella sinistra storiche, i due gruppi parlamentari piemontesi che monopolizzarono la politica del nuovo stato italiano per quasi mezzo secolo.

## Tendenze e membri
A differenza di democratici e repubblicani radicali, i moderati erano solo circoli di intellettuali, aristocratici, soldati e uomini d'affari con tendenze patriottiche. Tuttavia, il Partito Moderato non era coeso, perché i suoi membri appartenevano a diverse ideologie politiche, dal liberalismo continentale al conservatorismo dolce. Inizialmente, il partito non era troppo nazionalista, preferendo una federazione o coalizione tra i vari stati italiani e sostenendo sia le politiche riformiste che quelle della legge e dell'ordine, diverse dai repubblicani come Mazzini. Quando la possibilità di uno stato italiano unificato divenne reale, vi fu una nuova questione di divisione riguardante la forma che avrebbe avuto il nuovo Stato italiano. Qualcuno, come Vincenzo Gioberti, sostenne una confederazione di Stati, guidata dal Papa, altri semplicemente rivendicarono uno stato centralizzato guidato da un monarca, senza differenze se un Savoia o un altro. All'interno del movimento c'erano tre tendenze principali:
- Neoguelfi: Vincenzo Gioberti, Carlo Troya, Alessandro Manzoni,[9][10] Terenzio della Rovere, Pellegrino Rossi, Antonio Rosmini, Gino Capponi, Carlo Matteucci, Luigi Tosti
- Neutrali: Gabrio Casati, Cesare Alfieri di Sostegno, Massimo d'Azeglio, Luigi Settembrini, Carlo Zucchi, Ruggero Settimo, Carlo Filangieri
- Neoghibellini:[11] Cesare Balbo[12] Carlo Cattaneo (lasciato per il Partito d'Azione), Santorre di Santa Rosa, Francesco Domenico Guerrazzi,[13][14] Giovanni Battista Niccolini[13][14] Gabriele Rossetti, Florestano Pepe, Guglielmo Pepe